# Macronoyau
Macronucléus

Schéma représentant une paramécie. Légende : 1 - vacuole contractile, 2 - canaux radiaux, 3 -vacuole alimentaire, 4 - macronoyau, 5 - micronoyau, 6 - cils vibratils, 7 - péristome, 8 - cytopharynx, 9 - cytostome, 10 - cytoprocte.

Le macronoyau, ou macronucléus, est le plus gros des deux noyaux cellulaires chez les Ciliés tels que les paramécies. Il est polyploïde et, contrairement au micronoyau, subit une scission directe sans mitose au cours de la division cellulaire,. Il contrôle les fonctions cellulaires indépendantes de la reproduction, notamment le métabolisme. Il se désintègre au cours de la conjugaison et un nouveau macronoyau se forme par caryogamie des micronoyaux. Il contient des centaines de chromosomes présents chacun en de nombreux exemplaires. Le mécanisme assurant la répartition équitable du génome dans le macronoyau au cours de la division cellulaire reste à élucider.